# Myrhorod

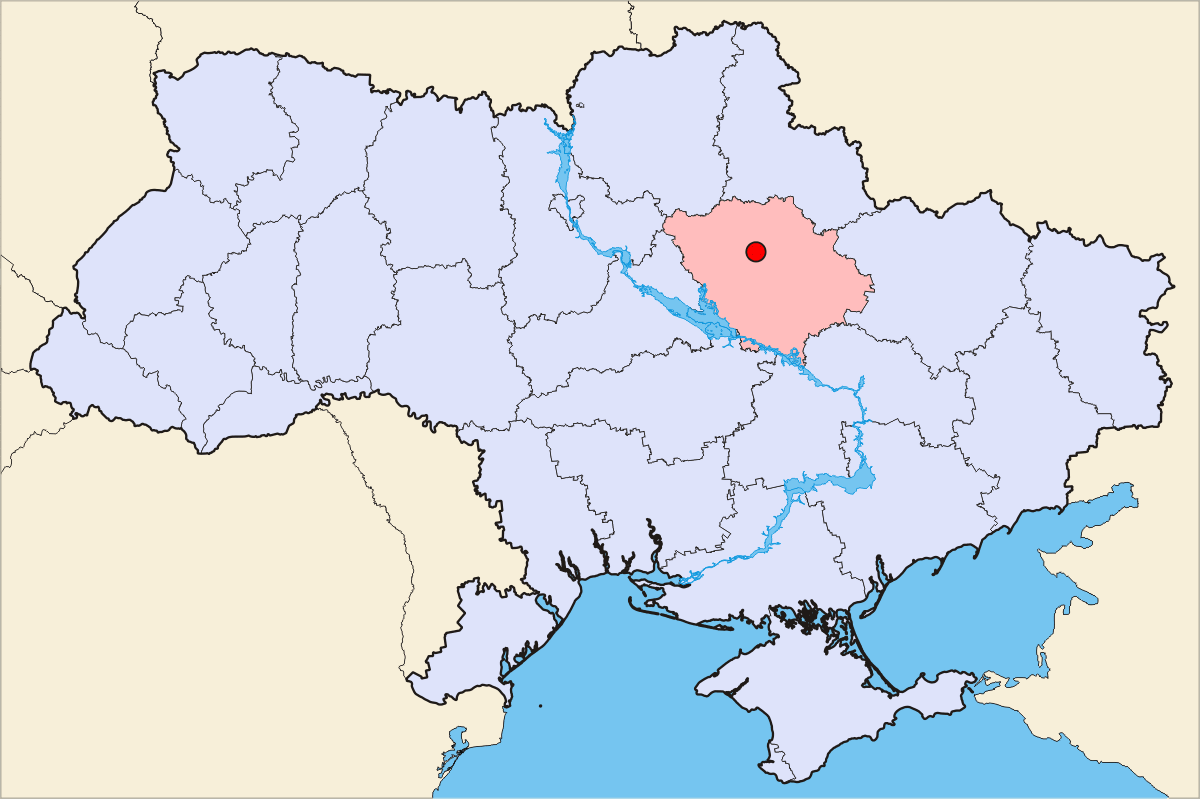
A localização de Myrhorod na Ucrânia

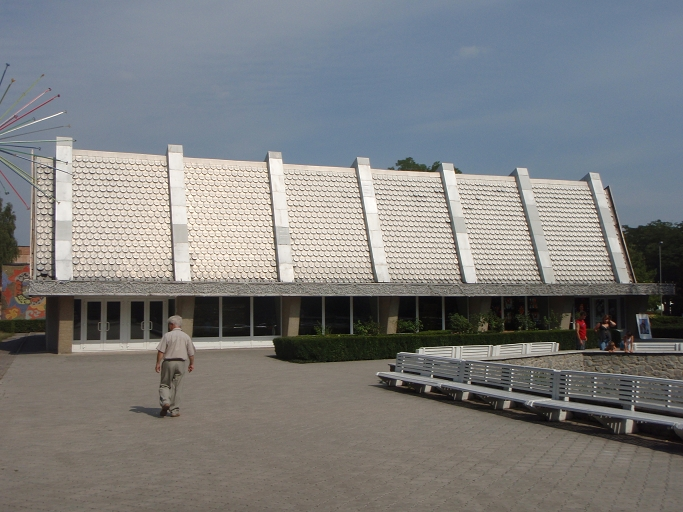
Resort em Myrhorod

Myrhorod é uma cidade situada na região central da Ucrânia, em Oblast de Poltava. Segundo o censo de 2005, a população da cidade era de 42.011 habitantes.
A cidade é conhecida por seus balneários de águas minerais e pelos banhos com barro.